# Erica lasciva
Erica lasciva är en ljungväxtart som beskrevs av Richard Anthony Salisbury. Erica lasciva ingår i släktet klockljungssläktet, och familjen ljungväxter. Inga underarter finns listade i Catalogue of Life.